# Bairdia frequens
Bairdia frequens är en kräftdjursart. Bairdia frequens ingår i släktet Bairdia och familjen Bairdiidae. Inga underarter finns listade.